# 송도해수욕장 (부산)

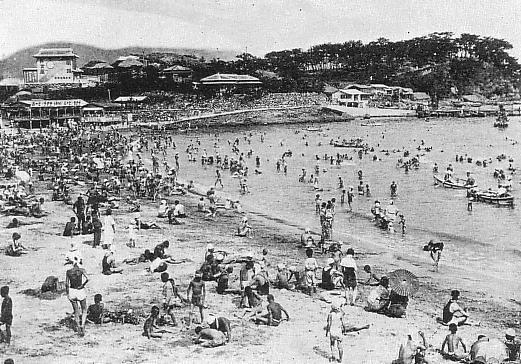
1930년경의
송도 해수욕장

송도해수욕장(松島海水浴場)은 1913년 문을 연 해수욕장이다. 부산광역시 서구 암남동 129-32번지에 있다. 2013년 개장 100주년을 맞이했다.
길이는 800m, 폭은 50m이다. 수변공원의 면적은 30,000m2이다. 약 6,300그루의 수목이 있으며 분수대, 파고라 등, 스탠드, 램프, 1600m의 목재테크(산책길)가 있다. 해안도로는 길이 1300m, 폭 12~20m이다.
2000년부터 수중 방파제 등을 설치하는, 5년여 간의 연안정비사업으로 시설을 개선하였다. 또한 여름바다축제를 개최하며, 현인가요제도 이곳에서 개최된다.

## 송도 연안 정비 사업
- 위치 : 부산광역시 서구 암남동 송도해수욕장 일원
- 주변배경 : 매년 반복되는 태풍, 해일 피해 차단과 휴식, 친수공간 확보. 송도관광지의 옛 명성 회복과 서구발전 도모.
- 사업비 : 430억원(국비 153, 시비 277)
- 사업기간 : 2000년 ~ 2005년 완료
  - 침식방지 및 호안정비
    - 연육제 : L=73m B=5m ▷ 잠제(수중방파제) : L=300m B=40m
    - 이안제 : L=140m B=6m ▷ 송림공원ㆍ거북섬 호안정비
    - 해빈유실방지 : 모래사장 확장공사 L=670m B=50m
    - 해안도로 확장 : L=1,300m B=12～20m

  - 친수공간 조경사업
    - 수목(26,300본)과 잔디식재
    - 시설물ㆍ구조물 : 원형파고라외 14종ㆍ스탠드 7개소ㆍ램프 11개소ㆍ분수대 1곳 등

  - 2006년 이후
    - 송도관광테마공간조성, 2단계 송도연안정비사업[4]
    - 송도경관조명 공사, 오션파크 조성 등

## 송도이야기
바다 쪽을 바라보면 왼편 거북섬에 소나무가 자생하고 있어 송도라는 이름을 가졌다고 한다. 1910년 일제의 강점이 시작되자 부산으로 이주해 오는 일본인이 많아 지면서 송도를 유원지와 겸한 해수욕장으로 삼으려고 일본거류민이 송도 유원주식회사(松島遊園株式會社)를 설립하고, 지금의 암남공원 건너편에 있던 송도(현재의 거북섬)를 허물고 1913년 수정(水亭)이라는 휴게소를 설치하여 바다기슭의 사장을 해수욕장으로 개발하였는데, 이것이 대한민국에서 처음 개발된 해수욕장이자 관광지로 유명해진 이유이다. 광복 후와 6.25전쟁 후는 도시가 팽창하여 관광객도 불어나고 해수욕장 주변으로 음식점과 숙박업소가 많이 들어섰으나, 바닷물이 오염되고 백사장이 좁아들어 해수욕장의 기능이 점차 줄어들자 뱃놀이와 생선회를 즐기는 유원지로 바뀌어 갔다. 송도라고 불린 섬에 세워졌던 ‘수정’이라는 휴게소는 바위 위의 건물로써, 세찬 해풍으로 인해 여러 차례 무너지고 다시 세우고 고쳐 세우는 과정에서 섬이 깎여 들어 바위만의 텃자리가 되고 그 자리가 거북모양으로 낮아져 이름도 거북섬으로 바뀌었다. 1964년 4월에는 거북섬과 해수욕장 서쪽 산언덕을 잇는 420m 거리의 케이블카가 설치되고 뒤이어 암남공원에서 거북섬으로 건너가는 줄다리가 설치되었는데, 이후 케이블카와 구름다리가 철거되기까지의 20～40여년간 송도의 명물로 이 곳을 찾는 이들에게 사랑을 받아왔다. 해수욕장 동쪽의 노송이 우거진 언덕은 암남공원 또는 송도공원이라 하는데 이 공원은 바다바람을 쐬며 바다경관을 즐기며 휴식하는 유원지로 손색이 없었다

## 같이 보기
- 송도국제도시
- 해운대해수욕장
- 광안리해수욕장

## 참고 자료
- 송도해수욕장 - 기상청 일기예보